# Una Voce per San Marino
Una Voce per San Marino (hrv. Glas za San Marino) je glazbeno natjecanje koje od 2022. godine organizira San Marino RTV kako bi odabrao predstavnika San Marina za Pjesmu Eurovizije.
Od četvrtog izdanja za Pjesmu Eurovizije 2025. svoj naziv je promijenio u San Marino Song Contest te uveo nova pravila poput javne obajve rezultata žirija, no i dalje odbija uvesti televoting koji je predložen za cijeli svijet koji bi utjecao 15% na ukupni rezultat koji je predložen. 